# 第28回オンライン映画批評家協会賞
第28回オンライン映画批評家協会賞（28th Online Film Critics Society Awards）は、2024年の映画を対象とした映画賞。2025年1月17日にノミネート作品が発表され、同月27日に受賞作品が発表された。最多ノミネートは『デューン 砂の惑星PART2』の9部門であり、『ブルータリスト』の8部門、『教皇選挙』『サブスタンス』の7部門、『ANORA アノーラ』『Nickel Boys』『ウィキッド ふたりの魔女』の6部門が続いた。

## 受賞結果
| 作品賞 | 監督賞 |
| --- | --- |
| - 『ANORA アノーラ』 - 『ブルータリスト』 - 『チャレンジャーズ』 - 『教皇選挙』 - 『デューン 砂の惑星PART2』 - 『I Saw the TV Glow』 - 『Nickel Boys』 - 『ノスフェラトゥ』 - 『サブスタンス』 - 『ウィキッド ふたりの魔女』 | - コラリー・ファルジャ - 『サブスタンス』 - ショーン・ベイカー - 『ANORA アノーラ』 - ブラディ・コーベット - 『ブルータリスト』 - ラメル・ロス - 『Nickel Boys』 - ドゥニ・ヴィルヌーヴ - 『デューン 砂の惑星PART2』 |
| 主演男優賞 | 主演女優賞 |
| - レイフ・ファインズ - 『教皇選挙』：トーマス・ローレンス枢機卿 - エイドリアン・ブロディ - 『ブルータリスト』：ラースロー・トート - ティモシー・シャラメ - 『名もなき者/A COMPLETE UNKNOWN』：ボブ・ディラン - コールマン・ドミンゴ - 『シンシン/SING SING』：ジョン・ウィットフィールド - セバスチャン・スタン - 『A Different Man』：エドワード | - マイキー・マディソン - 『ANORA アノーラ』：アノーラ - シンシア・エリヴォ - 『ウィキッド ふたりの魔女』：エルファバ・スロップ - マリアンヌ・ジャン＝バプティスト - 『Hard Truths』：パンシー - デミ・ムーア - 『サブスタンス』：エリザベス - フェルナンダ・トーレス - 『I'm Still Here』：ユーニス・パイヴァ               |
| 助演男優賞 | 助演女優賞 |
| - キーラン・カルキン - 『リアル・ペイン〜心の旅〜』：ベンジー・カプラン - ユーリー・ボリソフ - 『ANORA アノーラ』：イゴール - クラレンス・マクリン - 『シンシン/SING SING』：本人役 - エドワード・ノートン - 『名もなき者/A COMPLETE UNKNOWN』：ピート・シーガー - ガイ・ピアース - 『ブルータリスト』：ハリソン                                  | - マーガレット・クアリー - 『サブスタンス』：スー - アーンジャニュー・エリス - 『Nickel Boys』：ハティ・カーティス - アリアナ・グランデ - 『ウィキッド ふたりの魔女』：ガリンダ・アップランド - イザベラ・ロッセリーニ - 『教皇選挙』：シスター・アグニス - ゾーイ・サルダナ - 『エミリア・ペレス』：リタ・モーラ・カストロ |
| アニメ映画賞 | 非英語作品賞 |
| - 『Flow』 - 『インサイド・ヘッド2』 - 『かたつむりのメモワール』 - 『ウォレスとグルミット 仕返しなんてコワくない!』 - 『野生の島のロズ』 | - 『私たちが光と想うすべて』 - 『エミリア・ペレス』 - 『Flow』 - 『I'm Still Here』 - 『聖なるイチジクの種』 |
| ドキュメンタリー映画賞 | 第一回作品賞 |
| - 『ダホメ』 - 『Daughters』 - 『Soundtrack to a Coup d'Etat』 - 『Sugarcane』 - 『ウィル&ハーパー』 | - ヴェラ・ドリュー - 『The People's Joker』 - アニー・ベイカー - 『Janet Planet』 - インディア・ドナルドソン - 『Good One』 - アナ・ケンドリック - 『Woman of the Hour』 - ジョシュ・マーゴリン - 『テルマがゆく! 93歳のやさしいリベンジ』                                                                                  |
| オリジナル脚本賞 | 脚色賞 |
| - ショーン・ベイカー - 『ANORA アノーラ』 - ブラディ・コーベット、モナ・ファストヴォールド - 『ブルータリスト』 - ジャスティン・クリツケス - 『チャレンジャーズ』 - ジェシー・アイゼンバーグ - 『リアル・ペイン〜心の旅〜』 - コラリー・ファルジャ - 『サブスタンス』                                                                             | - ピーター・ストローハン - 『教皇選挙』 - ドゥニ・ヴィルヌーヴ、ジョン・スペイツ - 『デューン 砂の惑星PART2』 - ラメル・ロス、ジョスリン・ジョーンズ - 『Nickel Boys』 - ロバート・エガース - 『ノスフェラトゥ』 - グレッグ・クウェダー、クリント・ベントリー - 『シンシン/SING SING』                                      |
| 撮影賞 | 編集賞 |
| - グリーグ・フレイザー - 『デューン 砂の惑星PART2』 - ロル・クローリー - 『ブルータリスト』 - ステファーヌ・フォンテーヌ - 『教皇選挙』 - ジョモ・フレイ - 『Nickel Boys』 - ジェアリン・ブラシュケ - 『ノスフェラトゥ』 | - マルコ・コスタ - 『チャレンジャーズ』 - ショーン・ベイカー - 『ANORA アノーラ』 - ジョー・ウォーカー - 『デューン 砂の惑星PART2』 - ニコラス・モンスール - 『Nickel Boys』 - コラリー・ファルジャ - 『サブスタンス』 |
| 衣装デザイン賞 | 美術賞 |
| - ジャクリーン・ウェスト - 『デューン 砂の惑星PART2』 - リジー・クリストル - 『教皇選挙』 - ジェニー・ビーヴァン - 『マッドマックス:フュリオサ』 - リンダ・ミューア - 『ノスフェラトゥ』 - ポール・タゼウェル - 『ウィキッド ふたりの魔女』 | - パトリス・ヴァーメット - 『デューン 砂の惑星PART2』 - ジュディ・ベッカー - 『ブルータリスト』 - コリン・ギブソン - 『マッドマックス:フュリオサ』 - クレイグ・ラスロップ - 『ノスフェラトゥ』 - ネイサン・クロウリー - 『ウィキッド ふたりの魔女』                                                                         |
| 作曲賞 | 視覚効果賞 |
| - トレント・レズナー、アッティカス・ロス - 『チャレンジャーズ』 - ダニエル・ブルームバーグ - 『ブルータリスト』 - フォルカー・ベルテルマン - 『教皇選挙』 - ハンス・ジマー - 『デューン 砂の惑星PART2』 - クリス・バワーズ - 『野生の島のロズ』                                                                                                   | - 『デューン 砂の惑星PART2』 - 『マッドマックス:フュリオサ』 - 『猿の惑星/キングダム』 - 『サブスタンス』 - 『ウィキッド ふたりの魔女』 |